# Kyselina glukonová
Kyselina glukonová je organická sloučenina, karboxylová kyselina odvozená od glukózy oxidací aldehydové skupiny na karboxylovou.
Kyselina glukonová v neutrálních vodných roztocích vytváří glukonátový anion. Soli a estery této kyseliny se označují glukonáty a společně se samotnou kyselinou se vyskytují v přírodě, kde vznikají oxidací glukózy v některých organismech. Existují léčiva, která se podávají injekčně ve formě glukonátů.

## Struktura
Molekula kyseliny glukonové se skládá z šestiuhlíkatého řetězce s navázanými pěti hydroxylovými skupinami a karboxylovou skupinou na konci. Ve vodných roztocích se tato kyselina vyskytuje v rovnováze s cyklickým esterem glukono-deltalaktonem.

## Výskyt a použití
Kyselina glukonová se přirozeně vyskytuje v ovoci, medu a vínu. Používá se v potravinářství jako regulátor kyselosti (kód E 574), dále v čisticích prostředcích, kde, obzvlášť v zásaditých roztocích, rozpouští usazeniny minerálů. Glukonátový anion tvoří cheláty s Ca2+, Fe2+, Al3+ a dalšími kovovými ionty.
Glukonát vápenatý se ve formě gelu používá k léčbě popálenin způsobených kyselinou fluorovodíkovou a lze jej použít na léčbu hypokalcémie u hospitalizovaných pacientů. Glukonát je také elektrolytem přítomným v některých roztocích, jako je například „plasmalyt a“, používaných k nitrožilní kapalinové resuscitaci. Glukonát chininu se ve formě nitrosvalových injekcí používá při léčbě malárie. Injekce glukonátu zinečnatého se používají ke kastraci psů. Injekce glukonátu železnatého byly navrženy k léčbě anémie.